# Suore francescane della misericordia (Opava)
Le Suore Francescane della Misericordia (in ceco Milosrdné Sestry III. Řádu Sv. Františka) sono un istituto religioso femminile di diritto pontificio.

## Storia
La congregazione riconosce come fondatore il frate minore conventuale Leopoldo Klose, promotore del terz'ordine francescano a Opava: sotto la sua direzione, nel 1844 tre terziarie (Elisabetta Holeinová, Kupertina Kravčíková e Innocenzia Wagnerová) iniziarono a dedicarsi aopere di carità e assistenza.
La fraternità ebbe un primo riconoscimento nel 1849 da parte di Friedrich von Fürstenberg, futuro arcivescovo e cardinale, che donò alle terziarie una casa presso l'ospedale di Opava; nel 1855 le suore furono chiamate a prestare servizio come infermiere anche nell'ospedale di Olomouc, dove organizzarono anche il Franciscaneum, una scuola biennale per l'assistenza ai malati.
L'istituto fu approvato da papa Pio X il 14 giugno 1912 e fu aggregato all'ordine dei frati minori conventuali il 22 novembre dello stesso anno.

## Attività e diffusione
Le suore si dedicano all'assistenza a poveri e ammalati, alla cura degli orfani, all'educazione delle gioventù.
Oltre che in Repubblica Ceca, sono presenti in Austria, Germania e Paraguay; la sede generalizia è a Opava.
Alla fine del 2015 l'istituto contava 52 religiose in 11 case.